# Гибель советских журналистов в Югославии 1 сентября 1991 года
Гибель советских журналистов в Югославии 1 сентября 1991 года, Трагедия в Костайнице — эпизод Хорватской войны между Сербией и Хорватией (см. Распад Югославии), вызвавший сильный общественный резонанс в СССР, до сих пор официально не расследованное убийство журналистов Гостелерадио СССР Виктора Ногина и Геннадия Куринного в окрестностях города Хрватска-Костайница 1 сентября 1991 года засадой бойцов сербской специальной оперативной группы (отряда милиции особого назначения) под командой Ранко Бороевича.

## Версия В. Мукусева

### Исчезновение
1 сентября 1991 года, побыв на торжественной линейке по случаю начала нового учебного года в школе при посольстве СССР в Югославии (СФРЮ) и засняв её, специальный корреспондент Центрального Телевидения СССР в Югославии Виктор Ногин и его оператор Геннадий Куринной на служебном автомобиле «Опель» выехали из Белграда в служебную командировку и направились в сторону Хорватии (в направлении Загреба). Перед отъездом Ногин позвонил своей жене и сказал, что на следующий день перезвонит вновь. 2 сентября, когда журналисты не вернулись, об их исчезновении было сообщено в Москву. Об этом было объявлено по телевидению, что вызвало сильный общественный резонанс.

### Картина события
В это время с марта 1991 года шла война в Хорватии. 28 июня началась Первая Югославская война, кончившаяся распадом государства в 1992 году. Уже на конец августа 1991 года под Вуковаром линия фронта к моменту выезда советских журналистов в командировку значительно изменилась и прошла через шоссе, по которому следовали журналисты, о чём они заранее знать не могли. По другим сведениям, журналисты, будучи профессионалами, специально свернули с шоссе Белград — Загреб, решив не терять времени и заехать по пути на передовую и сделать об этом репортаж. В последний раз около в 13 часов 35 минут Ногина и Куринного видели два сотрудника хорватской полиции в районе городка Новска, в 100 км от Загреба, где как раз начинается дорога на город Хрватска-Костайница, где и проходила тогда линия фронта. Прибыв в Костайницу, журналисты побывали на хорватских позициях и провели там видеосъёмки и взяли интервью — интересовались мнением хорватских солдат о войне, расспрашивали об их семьях. При этом хорватские позиции находились в низине, а рядом, на горе находились сербы, готовившиеся к наступлению.
Журналисты решили отправиться далее на Загреб для передачи отснятого материала. Командир отряда местных хорватских гвардейцев житель Костайницы Звонимир Калань предупредил журналистов о возможной опасности у выезда из города и, увидев, что у журналистов в машине лежит один бронежилет, который они ранее подобрали на позициях, подарил им на прощание ещё один бронежилет, две каски и дал на дорогу бутылку коньяку. Калань запомнил, что Ногин отлично говорил на сербохорватском языке.
Выехав из Костайницы, машина журналистов попала в засаду примерно 15 бойцов специальной оперативной группы (отряда милиции особого назначения) под командой Ранко Бороевича, подчинявшейся напрямую Милану Мартичу, тогдашнему министру внутренних дел самопровозглашённой Республики Сербская Краина (возглавившему в 1990 году сербское гражданское ополчение, занимавшему в 1991—1994 годах ряд важных постов в правительстве Сербской Краины, в 1994—1995 годах — президенту Республики Сербская Краина).
Во время движения автомобиль журналистов был неожиданно обстрелян. По следам пуль, сохранившимся на найденной впоследствии машине, пули прошли на уровне ног сидевших в ней людей. По инерции автомобиль проехал какое-то расстояние и остановился у начала небольшого подъёма. Командир отряда Ранко Бороевич подошёл к машине, открыл переднюю дверь и потребовал документы. Журналисты были ещё живы, хотя, скорее всего, ранены. Водитель (по некоторым сведениям, это был Виктор Ногин) передал Бороевичу журналистскую аккредитацию и советский паспорт. Затем Бороевич изучил документы Геннадия Куринного. После чего командир повернулся к своим бойцам и отдал команду: «Это хорватские шпионы. Огонь!» Впоследствии свидетели рассказывали, что Виктор Ногин, который хорошо знал сербохорватский язык, успел перед смертью выкрикнуть: «Не стреляйте, мы же ваши братья!»
Причины трагедии неизвестны. Возможно, журналистов на самом деле приняли за хорватских шпионов из-за касок и бронежилетов в машине, но, скорее всего, работа журналистов на передовой не могла не остаться незамеченной с сопредельной стороны, для которой в связи с подготовкой наступления определённый оперативный разведывательный интерес представляли материалы видеосъёмки советских журналистов на позициях противника.

### Сокрытие преступления
После расстрела журналистов их машина была разграблена, видеокамера здесь же на месте была продана одному из местных жителей, а видеокассеты с записями были упакованы в полиэтиленовую плёнку и переданы командиру, после были немедленно направлены в расположение сербских войск на автомобиле.
Затем были предприняты меры по сокрытию факта и картины преступления. Расстрелянный журналистский «Опель» был облит бензином и сожжён вместе с телами убитых, после чего сгоревший автомобиль с останками сгоревших тел был отбуксирован за 8 км от места трагедии в район села Кукурузари, где был столкнут в реку, протекавшую возле села. Однако река оказалась слишком мелкой, и автомобиль торчал из воды, из-за чего пришлось утрамбовать его ковшом экскаватора. Впоследствии автомобиль был извлечён из реки и перевезён в другое место. При этом останки Ногина и Куринного были извлечены из машины и закопаны неподалёку от реки в уже имевшемся углублении местности — старом окопе. Для того, чтобы запутать поиски пропавших журналистов (о судьбе которых на тот момент ничего не было известно), начатые уже 4 сентября 1991 года советским (позднее российским) посольством и консульством, Службой внешней разведки России, Генеральной прокуратурой Российской Федерации, а также следствие, которое вела военная прокуратура Югославской народной армии (ЮНА), в автомобиле оставили обгоревшие кости других людей (позднее экспертиза показала, что среди них были даже женские).

## Расследование исчезновения

### Поиски оперативной группы Советского Красного Креста
Первыми на поиски отправилась оперативная группа Советского Красного Креста при содействии и координации Госкомитета РСФСР по ЧС и ВГТРК. Оперативная группа в составе (Андрей Рожков, Алексей Звездин, Андрей Терентьев, Владимир Мельник) 28 сентября 1991 года прибыла в Белград. Вместе с сотрудниками посольства СССР в Югославии (генеральный консул Королев М. С. и руководитель поискового штаба Горовой В. А.) была проанализирована вся полученная на тот момент информация из района исчезновения журналистов. О группе и её задачах были проинформированы Красный крест Югославии, МИД СФРЮ, Министерство обороны, МВД и др.
Перед оперативной группой Красного Креста были поставлены следующие задачи:
- поиск и опрос свидетелей в Босанской Костайнице;
- проверка информации о том, что видеокамера журналистов была продана в частное фотоателье в Ново-Градишке;
- локализация и осмотр места, где якобы была расстреляна и сожжена машина с журналистами;
- установление контакта с разведывательно-диверсионной группой ЮНА (якобы у них есть паспорта погибших журналистов, а в плену один из тех, кто расстреливал журналистов);
- проверка информации о том, что в районе населённого пункта Липик (или деревня Субоцка[серб.]) один из журналистов удерживается бандформированием в качестве заложника (второй убит).

По прибытии в Босанску Костайницу один из свидетелей Златко Стоякович указал место, где была расстреляна и сожжена машина с журналистами. На асфальте, недалеко от перекрёстка, был обнаружен след горения по размеру и форме совпадающий с легковым автомобилем. Напротив этого места обнаружена позиция, откуда, возможно, вёлся огонь по машине. Самой машины или её сгоревшего остова вблизи не было. Был обнаружен след волочения в сторону реки Уна. На месте сожжения и вдоль следа группа собрала детали/фрагменты от машины для проведения экспертизы.
Другой свидетель из Костайницы, якобы видевший сам момент расстрела машин с журналистами, наотрез отказался от встречи. Командир сербской разведывательно-диверсионной группы (Владо Ч.) обещал через несколько дней передать паспорта журналистов, пленного и трупы на опознание. Чтобы не терять времени, группа выезжает в район Ново-Градишки для проверки информации и отработки других версий. Попутно проверялись брошенные, сгоревшие машины (их были сотни) на участках дорог между населёнными пунктами Петриня, Сисак, Босанска и Хрватска Костайница, Дубица, Стара-Градишка и т. д.
В Петрине и Стара-Градишке группа встречается с командирами гарнизонов для получения дополнительной информации. Поисковые мероприятия проводились вдоль линии фронта, которая постоянно меняла свои очертания. Для обозначения своей нейтральности и гуманитарных целей на машине с символикой Красного Креста был также укреплён белый флаг, а члены группы надели накидки с красным крестом.
Проверить информацию об удержании журналиста(ов) в районе Липика (Субоцка) не удалось, т.к в тот день по нему был открыт сильный артиллерийский огонь. В штабе ЮНА на окраине населённого пункта Окучаны, группа согласовала проезд через линию фронта в Ново-Градишку (проверка информации о видеокамере).
Проехав села Смертыч и Медари группа была вынуждена остановиться, т.к дорога была блокирована противотанковыми заграждениями и заминирована. Неожиданно начался обстрел со стороны позиций ЮНА. Обстрел продолжался несколько часов, несмотря на хорошо видимую символику красного креста. Членам группы всё же удалось отползти от машины и спрятаться в полуразрушенном доме на краю села. Но тут произошла неожиданная встреча с диверсионной группой хорватов (боевики хорватской Национальной гвардии). От немедленного расстрела спасло отсутствие оружия и, возможно, символика красного креста. Поисковая группа была захвачена боевиками ЗНГ, и через линию фронта доставлена в штаб в Ново-Градишке. Начались допросы. Боевики ЗНГ приняли членов группы за советскую разведку — союзников ЮНА и угрожали расстрелом. Ситуация осложнялась тем, что практически все документы и разрешения остались в машине, к которой было невозможно подобраться из-за обстрела.
Ситуацию удалось разрешить с помощью хорватского Красного Креста. В результате члены группы были освобождены. Звездин и Терентьев отправляются в Белград через Загреб и Будапешт, а Рожков и Мельник снова переходят линию фронта, чтобы успеть на встречу с Владо Ч. Передвижение было затруднено отсутствием автомобиля и документов.
На базе разведывательно-диверсионного центра Владо Ч. не оказалось — он был в штабе в Баня-Лука. Оставаться на этой базе было опасно, так как информация об исчезновении поисковой группы и расстреле машины Красного Креста появилась в СМИ. Было принято решение возвращения в Белград. По результатам поисков была составлен отчёт для посольства СССР в Югославии. В нём указывалось, что по совокупности полученной в ходе поисков информации, журналисты Виктор Ногин и Геннадий Куринной были убиты военнослужащими ЮНА, машина и погибшие были сожжены и сброшены в реку Уна. В отчёте также содержалась информация, которая, на тот момент противоречила определённым политическим установкам. Вследствие этого отчёт по работе поисковой группы Красного Креста был засекречен.

### Поиски следственной группы Генеральной прокуратуры СССР
Впервые за свою историю Генеральная прокуратура СССР приняла решение о розыске советских граждан за границей. В начале декабря 1991 года в Белград прибыла группа розыска пропавших без вести Ногина и Куринного. Однако долго она там не пробыла, так как ввиду распада СССР 29 января 1992 года генеральная прокуратура СССР была упразднена и следователям пришлось вернуться в Москву.

### Поиски следственной группы Генеральной прокуратуры РСФСР
Вскоре теперь уже генеральная прокуратура РСФСР объявила о продолжении розыска пропавших без вести, и направила новую группу, но никакого успеха розыскные мероприятия на первых порах не принесли.
В марте 1992 года в районе Костайницы был обнаружен сгоревший автомобиль «Опель», принадлежавший пропавшим журналистам. Он был опознан сотрудниками российского посольства в Сербии. Экспертиза установила, что машину сначала расстреляли из автоматов, а затем спрятали и подожгли. На машине были найдены 19 пулевых пробоин. Баллистическая экспертиза показала, что машину обстреляли с трёх точек, однако стрелять могли как сербы, так и хорваты. Ещё целый год никаких новых сведений о пропавших журналистах не было.

### Поиски совместной следственной группы Генеральной прокуратуры и Службы внешней разведки Российской Федерации
Летом 1993 года в Службу Внешней Разведки России поступило сообщение о том, что представитель этого ведомства сумел отыскать некоего Стевана Бороевича, который дал показания об исчезновении двух журналистов, и сказал, что покажет место захоронения их тел. Директор СВР Евгений Примаков и генеральный прокурор России Валентин Степанков приказали отправить следственную группу для допроса Бороевича. 12 августа 1993 года прибывшая в Белград группа узнала, что за несколько дней до их прибытия Бороевич был убит при загадочных обстоятельствах. Тем не менее, расследование продолжилось, и вскоре следователи допросили тракториста из Костайницы, который признался, что по требованию неизвестных людей в форме сербской полиции перевёз автомобиль с телами двух человек, которых неизвестные назвали «хорватскими шпионами», в укромное место, однако куда исчезли тела, он не знал. Не дали результатов и раскопки в окрестностях Костайницы. Следственная группа, возглавляемая другом Ногина известным журналистом, телеведущим и народным депутатом России Владимиром Мукусевым, была отозвана в связи с событиями октября 1993 года в Москве.
Мукусев впоследствии не раз ещё пытался продолжить расследование, но безрезультатно. В своём интервью газете «Известия» он заявлял, что Ногина и Куринного расстреляли бойцы отряда милиции особого назначения во главе с Ранко Бороевичем (однофамильцем Стевана Бороевича). В конце 2011 года вышла книга Мукусева «Чёрная папка», в которой рассказана история исчезновения телекорреспондентов, а также опубликованы материалы расследования и показания свидетелей трагедии и сокрытия её следов. В рецензии, которую опубликовала «Литературная газета» сказано:
главное, что в книге интересно — кроме, конечно, описания многолетнего почти детективного расследования гибели в Югославии русских журналистов Виктора Ногина и Геннадия Куринного, — именно «сопутствующие обстоятельства», перемены в стране, мире, СМИ, жизни рассказчика
До сих пор нет официального юридического подтверждения свершившейся трагедии, поскольку большинство участников тех событий были убиты в ходе боевых действий во время гражданской войны в Югославии, не установлены или отказываются давать показания, а также не найдено место захоронения и не эксгумированы останки погибших журналистов.

## Прочие сведения
В марте 2002 года Владимир Мукусев обратился к директору Агентства журналистских расследований Андрею Константинову и передал ему некоторые документы по делу об исчезновении двух журналистов в 1991 году. Результатом их совместной работы стала книга «Изменник».
В 2010 году Владимир Мукусев написал письмо президенту Хорватии Иво Йосиповичу, предложив учредить именную стипендию в университете Загреба и установить памятник журналистам на месте их гибели, аналогичное письмо Мукусев написал и президенту России 3 мая 2011 года.
21 мая 2011 года на месте гибели (у города Хрватска-Костайница) открыт мемориал. Сын одного из погибших, Иван Куринной на открытии присутствовал, «но категорически отказался выступать». Тексты надписей на памятнике (на русском и хорватском языках) отличаются (по-русски: «На этом месте 1 сентября 1991 года при исполнении своего профессионального долга трагически погибли русские журналисты Гостелерадио СССР Виктор Ногин и Геннадий Куринной. Вечная память»; по-хорватски: «Здесь 1 сентября 1991 года, в первые месяцы Отечественной войны, члены сербских военизированных подразделений злодейски убили русских журналистов»).